# Grand Prix Formule 1 van Australië 2023
De Grand Prix Formule 1 van Australië 2023 werd verreden op 2 april op het Albert Park Circuit in Melbourne. Het was de derde race van het seizoen.

## Vrije trainingen

### Uitslagen
- Enkel de top vijf wordt weergegeven.

| Vrije training 1 | Pos. | Nr. | Coureur          | Constructeur               | Tijd     |
| ---------------- | ---- | --- | ---------------- | -------------------------- | -------- |
| Vrije training 1 | 1    | 1   | Max Verstappen   | Red Bull Racing-Honda RBPT | 1:18.790 |
| Vrije training 1 | 2    | 44  | Lewis Hamilton   | Mercedes                   | 1:19.223 |
| Vrije training 1 | 3    | 11  | Sergio Pérez     | Red Bull Racing-Honda RBPT | 1:19.293 |
| Vrije training 1 | 4    | 14  | Fernando Alonso  | Aston Martin-Mercedes      | 1:19.317 |
| Vrije training 1 | 5    | 16  | Charles Leclerc  | Ferrari                    | 1:19.378 |
| Vrije training 2 | Pos. | Nr. | Coureur          | Constructeur               | Tijd     |
| Vrije training 2 | 1    | 14  | Fernando Alonso  | Aston Martin-Mercedes      | 1:18.887 |
| Vrije training 2 | 2    | 16  | Charles Leclerc  | Ferrari                    | 1:19.332 |
| Vrije training 2 | 3    | 1   | Max Verstappen   | Red Bull Racing-Honda RBPT | 1:19.502 |
| Vrije training 2 | 4    | 63  | George Russell   | Mercedes                   | 1:19.672 |
| Vrije training 2 | 5    | 55  | Carlos Sainz jr. | Ferrari                    | 1:19.695 |
| Vrije training 3 | Pos. | Nr. | Coureur          | Constructeur               | Tijd     |
| Vrije training 3 | 1    | 1   | Max Verstappen   | Red Bull Racing-Honda RBPT | 1:17.565 |
| Vrije training 3 | 2    | 14  | Fernando Alonso  | Aston Martin-Mercedes      | 1:17.727 |
| Vrije training 3 | 3    | 31  | Esteban Ocon     | Alpine-Renault             | 1:17.938 |
| Vrije training 3 | 4    | 63  | George Russell   | Mercedes                   | 1:17.955 |
| Vrije training 3 | 5    | 10  | Pierre Gasly     | Alpine-Renault             | 1:18.094 |

## Kwalificatie
Max Verstappen behaalde de tweeëntwintigste pole position in zijn carrière.
| Pos.                   | Nr. | Coureur          | Constructeur               | Kwalificatietijden | Kwalificatietijden | Kwalificatietijden | Grid |
| Pos.                   | Nr. | Coureur          | Constructeur               | Q1                 | Q2                 | Q3                 | Grid |
| ---------------------- | --- | ---------------- | -------------------------- | ------------------ | ------------------ | ------------------ | ---- |
| 1                      | 1   | Max Verstappen   | Red Bull Racing-Honda RBPT | 1:17.384           | 1:17.056           | 1:16.732           | 1    |
| 2                      | 63  | George Russell   | Mercedes                   | 1:17.654           | 1:17.513           | 1:16.968           | 2    |
| 3                      | 44  | Lewis Hamilton   | Mercedes                   | 1:17.689           | 1:17.551           | 1:17.104           | 3    |
| 4                      | 14  | Fernando Alonso  | Aston Martin-Mercedes      | 1:17.832           | 1:17.283           | 1:17.139           | 4    |
| 5                      | 55  | Carlos Sainz jr. | Ferrari                    | 1:17.928           | 1:17.349           | 1:17.270           | 5    |
| 6                      | 18  | Lance Stroll     | Aston Martin-Mercedes      | 1:17.873           | 1:17.616           | 1:17.308           | 6    |
| 7                      | 16  | Charles Leclerc  | Ferrari                    | 1:18.218           | 1:17.390           | 1:17.369           | 7    |
| 8                      | 23  | Alexander Albon  | Williams-Mercedes          | 1:17.962           | 1:17.761           | 1:17.609           | 8    |
| 9                      | 10  | Pierre Gasly     | Alpine-Renault             | 1:18.312           | 1:17.574           | 1:17.675           | 9    |
| 10                     | 27  | Nico Hülkenberg  | Haas-Ferrari               | 1:18.029           | 1:17.412           | 1:17.735           | 10   |
| 11                     | 31  | Esteban Ocon     | Alpine-Renault             | 1:17.770           | 1:17.768           |                    | 11   |
| 12                     | 22  | Yuki Tsunoda     | AlphaTauri-Honda RBPT      | 1:18.471           | 1:18.099           |                    | 12   |
| 13                     | 4   | Lando Norris     | McLaren-Mercedes           | 1:18.243           | 1:18.119           |                    | 13   |
| 14                     | 20  | Kevin Magnussen  | Haas-Ferrari               | 1:18.159           | 1:18.129           |                    | 14   |
| 15                     | 21  | Nyck de Vries    | AlphaTauri-Honda RBPT      | 1:18.450           | 1:18.335           |                    | 15   |
| 16                     | 81  | Oscar Piastri    | McLaren-Mercedes           | 1:18.517           |                    |                    | 16   |
| 17                     | 24  | Zhou Guanyu      | Alfa Romeo-Ferrari         | 1:18.540           |                    |                    | 17   |
| 18                     | 2   | Logan Sargeant   | Williams-Mercedes          | 1:18.557           |                    |                    | 18   |
| 19                     | 77  | Valtteri Bottas  | Alfa Romeo-Ferrari         | 1:18.714           |                    |                    | Pit  |
| Q1 107% tijd: 1:22.800 |     |                  |                            |                    |                    |                    |      |
| DNQ                    | 11  | Sergio Pérez     | Red Bull Racing-Honda RBPT | Geen tijd *1       |                    |                    | Pit  |

*1 Sergio Pérez zette geen tijd neer tijdens Q1 maar mocht van de stewards wel aan de wedstrijd deelnemen.

## Wedstrijd
Max Verstappen behaalde de zevenendertigste Grand Prix-overwinning in zijn carrière.

Het was een chaotische race die drie keer tot een rode vlag situatie leidde met tweemaal een "staande" herstart. De derde herstart was -met één ronde te gaan- een rollende start achter de safety car en daardoor mocht niemand in deze laatste ronde inhalen.
| Pos.               | Nr. | Coureur          | Constructeur               | Rondes | Tijd / Oorzaak Uitval | Grid   | Punten |
| ------------------ | --- | ---------------- | -------------------------- | ------ | --------------------- | ------ | ------ |
| 1                  | 1   | Max Verstappen   | Red Bull Racing-Honda RBPT | 58     | 2:32:38.371           | 1      | 25     |
| 2                  | 44  | Lewis Hamilton   | Mercedes                   | 58     | +0.179                | 3      | 18     |
| 3                  | 14  | Fernando Alonso  | Aston Martin-Mercedes      | 58     | +0.769                | 4      | 15     |
| 4                  | 18  | Lance Stroll     | Aston Martin-Mercedes      | 58     | +3.082                | 6      | 12     |
| 5                  | 11  | Sergio Pérez     | Red Bull Racing-Honda RBPT | 58     | +3.320                | Pit *1 | 11S    |
| 6                  | 4   | Lando Norris     | McLaren-Mercedes           | 58     | +3.701                | 13     | 8      |
| 7                  | 27  | Nico Hülkenberg  | Haas-Ferrari               | 58     | +4.939                | 10     | 6      |
| 8                  | 81  | Oscar Piastri    | McLaren-Mercedes           | 58     | +5.382                | 16     | 4      |
| 9                  | 24  | Zhou Guanyu      | Alfa Romeo-Ferrari         | 58     | +5.713                | 17     | 2      |
| 10                 | 22  | Yuki Tsunoda     | AlphaTauri-Honda RBPT      | 58     | +6.052                | 12     | 1      |
| 11                 | 77  | Valtteri Bottas  | Alfa Romeo-Ferrari         | 58     | +6.513                | Pit *1 |        |
| 12                 | 55  | Carlos Sainz jr. | Ferrari                    | 58     | +6.594 *2             | 5      |        |
| 13 †               | 10  | Pierre Gasly     | Alpine-Renault             | 56     | Botsing               | 9      |        |
| 14 †               | 31  | Esteban Ocon     | Alpine-Renault             | 56     | Botsing               | 11     |        |
| 15 †               | 21  | Nyck de Vries    | AlphaTauri-Honda RBPT      | 56     | Botsing               | 15     |        |
| 16 †               | 2   | Logan Sargeant   | Williams-Mercedes          | 56     | Botsing               | 18     |        |
| 17 †               | 20  | Kevin Magnussen  | Haas-Ferrari               | 54     | Ongeluk               | 14     |        |
| DNF                | 63  | George Russell   | Mercedes                   | 17     | Motor                 | 2      |        |
| DNF                | 23  | Alexander Albon  | Williams-Mercedes          | 6      | Ongeluk               | 8      |        |
| DNF                | 16  | Charles Leclerc  | Ferrari                    | 0      | Ongeluk               | 7      |        |
| Bron: formula1.com |     |                  |                            |        |                       |        |        |

S Sergio Pérez reed voor de tiende keer in zijn carrière een snelste ronde en behaalde hiermee een extra punt.

*1 Valtteri Bottas en Sergio Pérez moesten beide vanuit de pit starten omdat er aan hun wagens is gewerkt onder Parc fermé condities.

*2 Carlos Sainz jr. eindigde de wedstrijd als vierde op 1.594 seconden van Max Verstappen maar kreeg een tijdstraf van 5 seconden voor het veroorzaken van een botsing met Fernando Alonso.

† Uitgevallen maar wel geklasseerd omdat er meer dan 90% van de race-afstand werd afgelegd.

## Tussenstanden wereldkampioenschap
Betreft tussenstanden voor het wereldkampioenschap na afloop van de race.

### Coureurs
| Pos. | Nr. | Coureur          | Constructeur               | Punten |
| ---- | --- | ---------------- | -------------------------- | ------ |
| 1    | 1   | Max Verstappen   | Red Bull Racing-Honda RBPT | 69     |
| 2    | 11  | Sergio Pérez     | Red Bull Racing-Honda RBPT | 54     |
| 3    | 14  | Fernando Alonso  | Aston Martin-Mercedes      | 45     |
| 4    | 44  | Lewis Hamilton   | Mercedes                   | 38     |
| 5    | 55  | Carlos Sainz jr. | Ferrari                    | 20     |
| 6    | 18  | Lance Stroll     | Aston Martin-Mercedes      | 20     |
| 7    | 63  | George Russell   | Mercedes                   | 18     |
| 8    | 4   | Lando Norris     | McLaren-Mercedes           | 8      |
| 9    | 27  | Nico Hülkenberg  | Haas-Ferrari               | 6      |
| 10   | 16  | Charles Leclerc  | Ferrari                    | 6      |

### Constructeurs
| Pos. | Constructeur               | Punten |
| ---- | -------------------------- | ------ |
| 1    | Red Bull Racing-Honda RBPT | 123    |
| 2    | Aston Martin-Mercedes      | 65     |
| 3    | Mercedes                   | 56     |
| 4    | Ferrari                    | 26     |
| 5    | McLaren-Mercedes           | 12     |
| 6    | Alpine-Renault             | 8      |
| 7    | Haas-Ferrari               | 7      |
| 8    | Alfa Romeo-Ferrari         | 6      |
| 9    | AlphaTauri-Honda RBPT      | 1      |
| 10   | Williams-Mercedes          | 1      |